# Ethane Azoulay
Ethane Azoulay (hebräisch איתן אזולאי; * 26. Mai 2002 in Paris, Frankreich) ist ein israelisch-französischer Fußballspieler.

## Karriere

### Verein
Zur Saison 2020/21 rückte Azoulay von der U19 von Maccabi Petach Tikwa in dessen erste Mannschaft auf. Sein Debüt für die Mannschaft hatte er schon  zuvor in der Zweitliga-Saison 2019/20, als er bei einer 0:2-Niederlage gegen Hapoel Ramat haSharon in der Startelf stand. Später stieg er mit der Mannschaft auf und erreichte in der Saison 2020/21 sogar die Meisterrunde. Nach dem Abstieg am Ende der Saison 2021/22 wechselte er zu Maccabi Netanja.

### Nationalmannschaft
Mit der israelischen U17 nahm Azoulay an Qualifikationsspielen sowie einem Freundschaftsspiel teil, worauf zwei Freundschaftsspiele mit der U18 folgten.
Ab Oktober 2021 wurde er auch bei der U21 eingesetzt und stand im Kader für die Europameisterschaft 2023, wo er in jeder Partie seiner Mannschaft auf dem Feld stand. Er schied mit seinen Mitspielern im Halbfinale durch ein 0:3 gegen England aus dem Turnier aus.